# Bageshwar

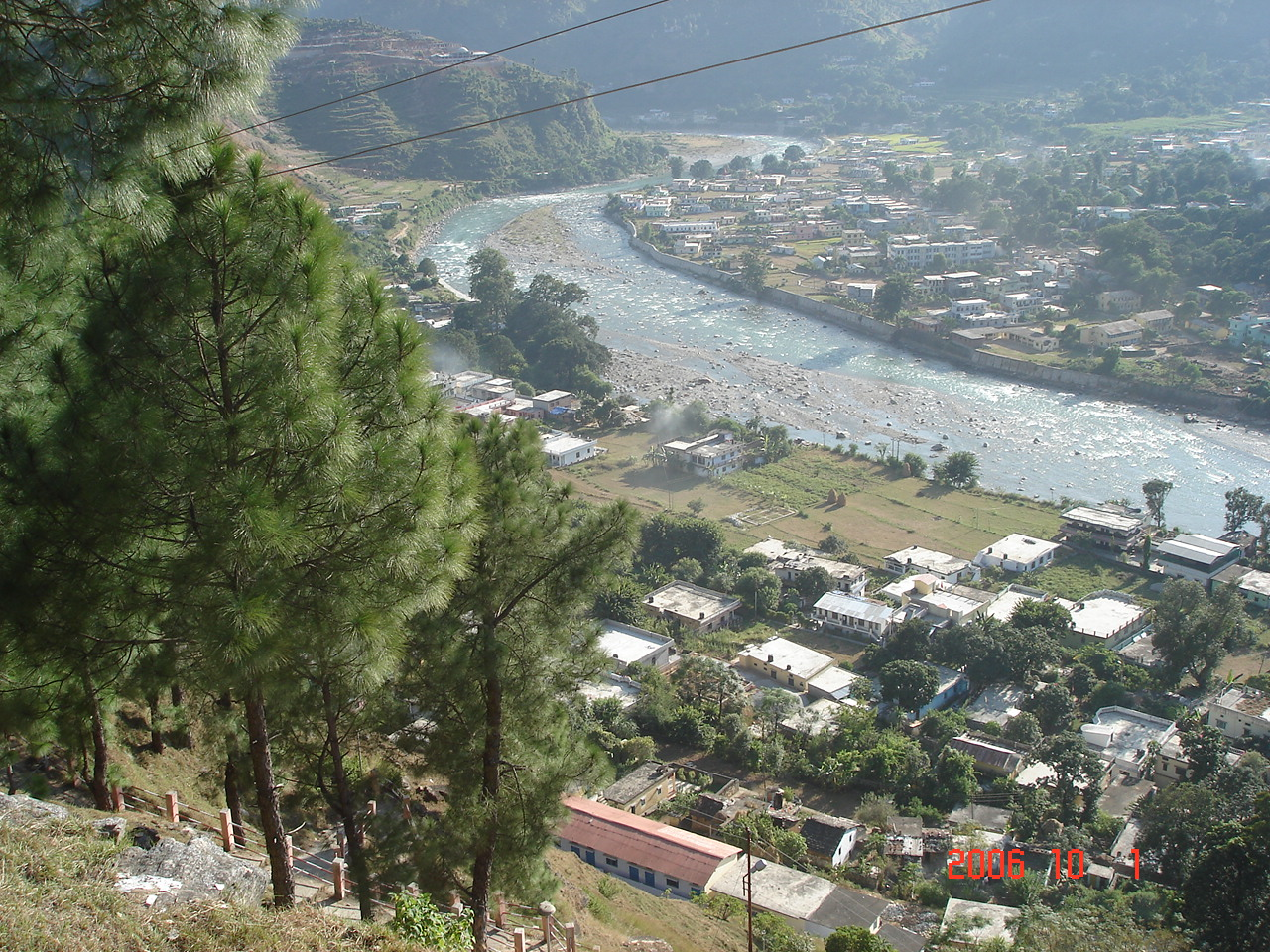
Vy över Bageshwar.

Bageshwar är en stad i den indiska delstaten Uttarakhand. Den är administrativ huvudort för ett distrikt med samma namn och hade 9 079 invånare vid folkräkningen 2011.